# Orestias chungarensis
Orestias chungarensis é uma espécie de peixe da família Cyprinodontidae.
É endémica do Chile.